# Passadumkeag
Passadumkeag est une ville américaine située dans le Comté de Penobscot, dans le Maine. Selon le recensement de 2010, sa population est de 374 habitants.

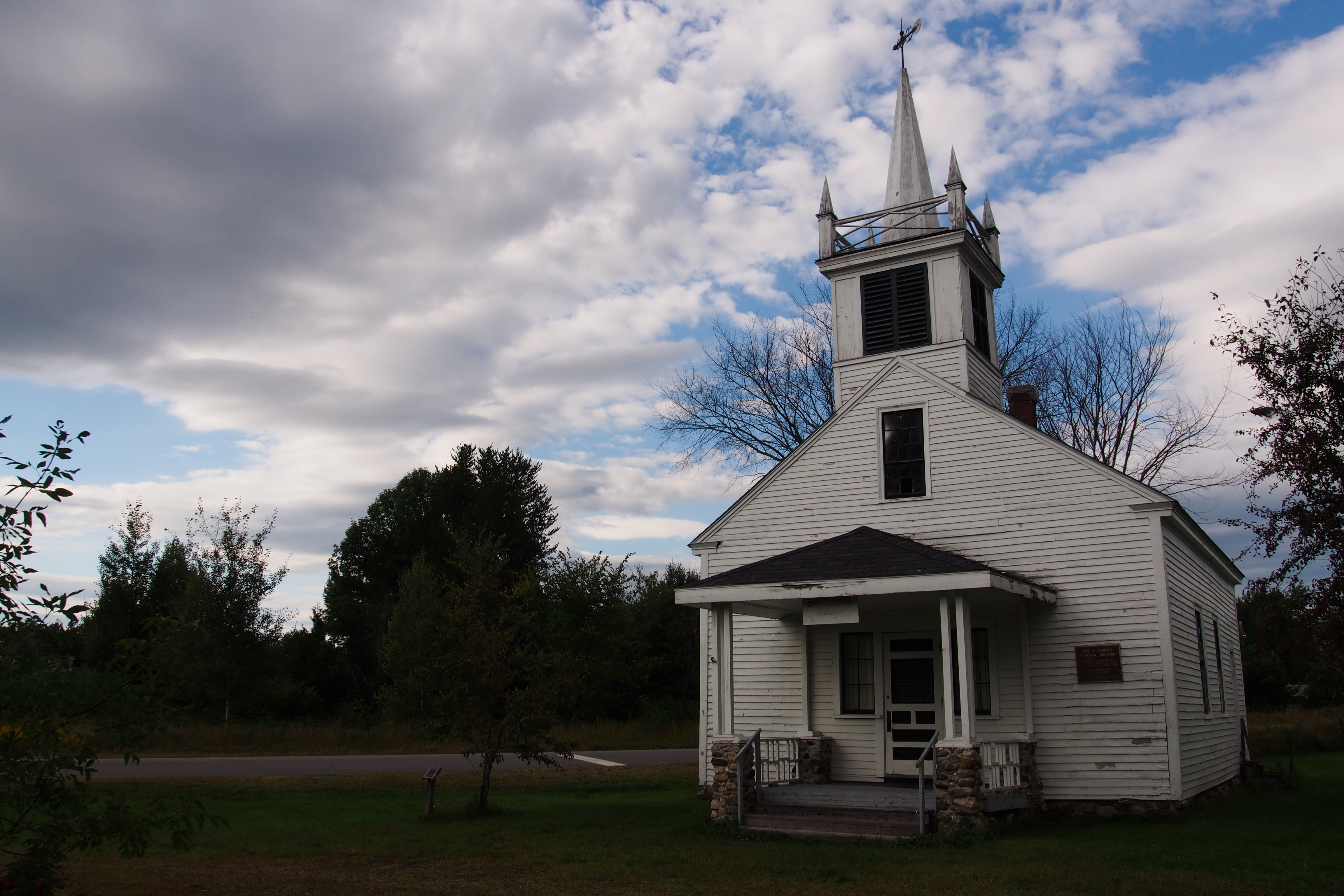
L'école de la rue Pleasant